# 資産デフレ
資産デフレ（しさんデフレ）とは経済学用語の一つ。保有している株式や不動産の価格が下落して、そこから企業や家庭の投資や消費が抑制されるようになったことから発生するデフレーション。

## 日本の事例
日本では1990年代のバブル崩壊にから地価や株価の大幅下落を記録し、そこから所得から消費分を除いた金銭が含み損を回避するために貯蓄に回されるようになり、投資されるという形で金が回らなくなるという状態になり、これが景気回復しない原因であった。日本の土地の資産価格は1990年には2455兆円であったのに対し、2000年には1535兆円にまで下落しており、このような急激で大規模な価格下落により不良債権が発生し、デフレ不況というバブル崩壊後にも続いている価格下落の原因である。